# Cyriopagopus
Genre
Synonymes
- Haplopelma Simon, 1892
- Melopoeus Pocock, 1895

Cyriopagopus est un genre d'araignées mygalomorphes de la famille des Theraphosidae.

## Distribution
Les espèces de ce genre se rencontrent en Asie du Sud-Est.

## Liste des espèces
Selon World Spider Catalog (version 21.0, 05/04/2020) :
- Cyriopagopus albostriatus (Simon, 1886)
- Cyriopagopus doriae (Thorell, 1890)
- Cyriopagopus hainanus (Liang, Peng, Huang & Chen, 1999)
- Cyriopagopus lividus (Smith, 1996)
- Cyriopagopus longipes (von Wirth & Striffler, 2005)
- Cyriopagopus minax (Thorell, 1897)
- Cyriopagopus paganus Simon, 1887
- Cyriopagopus schmidti (von Wirth, 1991)
- Cyriopagopus vonwirthi (Schmidt, 2005)

## Publication originale
- Simon, 1887 : Étude sur les arachnides de l'Asie méridionale faisant partie des collections de l'Indiam Museum (Calcutta). I. Arachnides recueillis à Tavoy (Tenasserim) par Moti Ram. The Journal of the Asiatic Society of Bengal, vol. 56, p. 101-117 (texte intégral).